# Fontana di Camerlata
(Cesare Cattaneo e Mario Radice, nella presentazione allegata al progetto)
La fontana di Camerlata è una fontana monumentale situata a Como, nel Piazzale Camerlata da cui prende il nome, opera di Cesare Cattaneo e Mario Radice.

## Storia
La fontana fu commissionata dal podestà di Como Attilio Terragni e venne realizzata nel 1935-1936 dall'architetto razionalista Cesare Cattaneo e dal pittore astrattista Mario Radice, entrambi comaschi, in occasione della VI Triennale di Milano: fu esposta quindi inizialmente nel Parco Sempione di Milano e venne accolta da commenti molto positivi della critica.
Smontata e poi conservata in un magazzino comunale durante la seconda guerra mondiale, venne ricostruita a Como e posta nella posizione attuale nel 1964. Damiano Cattaneo, figlio dell'architetto Cesare Cattaneo, definì la struttura un monumento al traffico, che va ammirato dal traffico.
Tra gli anni ottanta e il primo decennio del XXI secolo è stata avanzata a più riprese la proposta di trasferire la fontana in piazza Cavour, la piazza principale di Como sulle rive del lago di Como. L'idea è stata però più volte bocciata per la sua incongruenza architettonica e urbanistica.

## Descrizione
La fontana, in calcestruzzo bianco, si trova nel quartiere di Camerlata, integrata in una delle piazze di accesso alla città, come previsto in origine e su indicazione di Mario Radice.
Nonostante un'opinione popolare assai diffusa, il monumento - in quanto opera astratta - non intende affatto ispirarsi alla pila elettrica del celebre fisico comasco Alessandro Volta, ma piuttosto vuole comunicare un'idea di movimento razionale e ordinato al centro dello snodo di traffico per il quale era stato progettato:
(Cesare Cattaneo e Mario Radice, nella presentazione allegata al progetto)